# 러시아의 무술
러시아의 무술은 러시아에서 사용하는 무술 등을 말하며, 큰 영향력 덕분에 전국에 현재 러시아 출신의 무술 스타일과 학교가 많이 있다.